# Allée couverte von Mauny

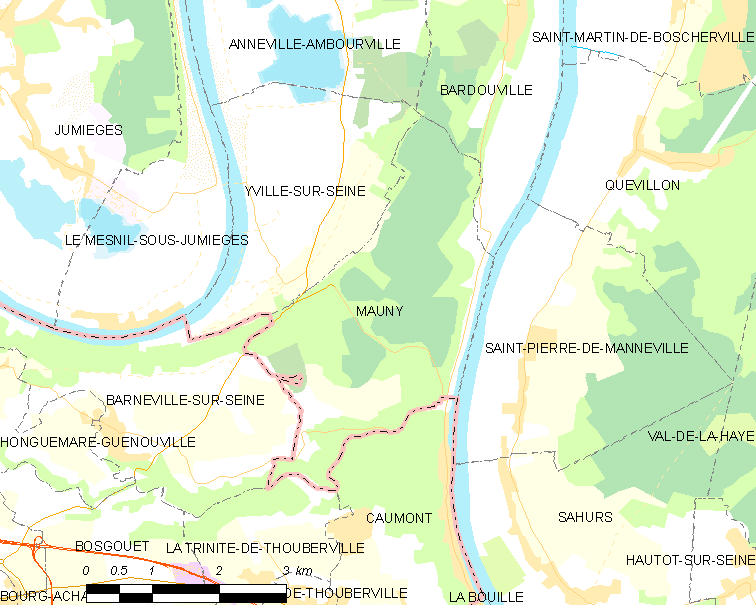
Lage von Mauny

Schema Galeriegrab –

Die Allée couverte von Mauny liegt östlich der Gemeinde Mauny, in einem Bogen der Seine nahe der Straße D 265 in einem Wald bei Rouen. Sie ist das einzige Galeriegrab im Département Seine-Maritime in der Normandie in Frankreich.
Die meisten verbliebenen Tragsteine sind zumeist verlagert. Es gibt jedoch einen in situ befindlichen Trennstein mit einem halben Seelenloch. Die rechteckige Kammer war etwa 7,5 Meter lang, 1,0 Meter breit und talwärts in Richtung Seine orientiert. Die Ausgrabung zeigte das Vorhandensein einer Vor- und der Hauptkammer und ermöglichte das Erkennen der inneren Ordnung des Denkmals.
Die Allée couverte wurde in den 1970er Jahren ausgegraben. Das Galeriegrab hatte ursprünglich zwei parallele Reihen von Tragsteinen. Zur Zeit der Ausgrabung war die Nordostwand gut erhalten, weil die Orthostaten in der hangseitigen Erdmasse lagen. Nur einer von sieben Steinen fiel in das Galeriegrab. Auf der anderen Seite hat das Anlegen der Straße, die an das Denkmal grenzt, zum Sturz der meisten westlichen Tragsteine geführt. Vor der Ausgrabung waren drei von ihnen fast 4,0 Meter lang. Zwei sind kürzlich umgefallen, dass nur noch ein Stützstein steht. 
Das Interesse am Galeriegrab von Mauny stammt zum Großteil von den ausgezeichneten Erhaltungsbedingungen der Knochen von über 115 Personen, die zwischen dem Ende der Jungsteinzeit und der Ausgrabung fast intakt blieben. Es war möglich, die Stratigraphie der Füllung und die Anordnung der Knochen zu studieren. Unter den Schädeln waren zahlreiche, für Normandie ganz außergewöhnliche mit Trepanationen (ein Schädel hatte die trepanierte Scheibe behalten). Das archäologische Material, das abgesehen von den Knochen gefunden wurde, war schlecht. Nur die Schmuckgegenstände waren zahlreich, 122 Perlen aus Bernstein, Knochen, Muscheln oder Stein.